# التاريخ الاقتصادي لأوروبا (1000-الآن)

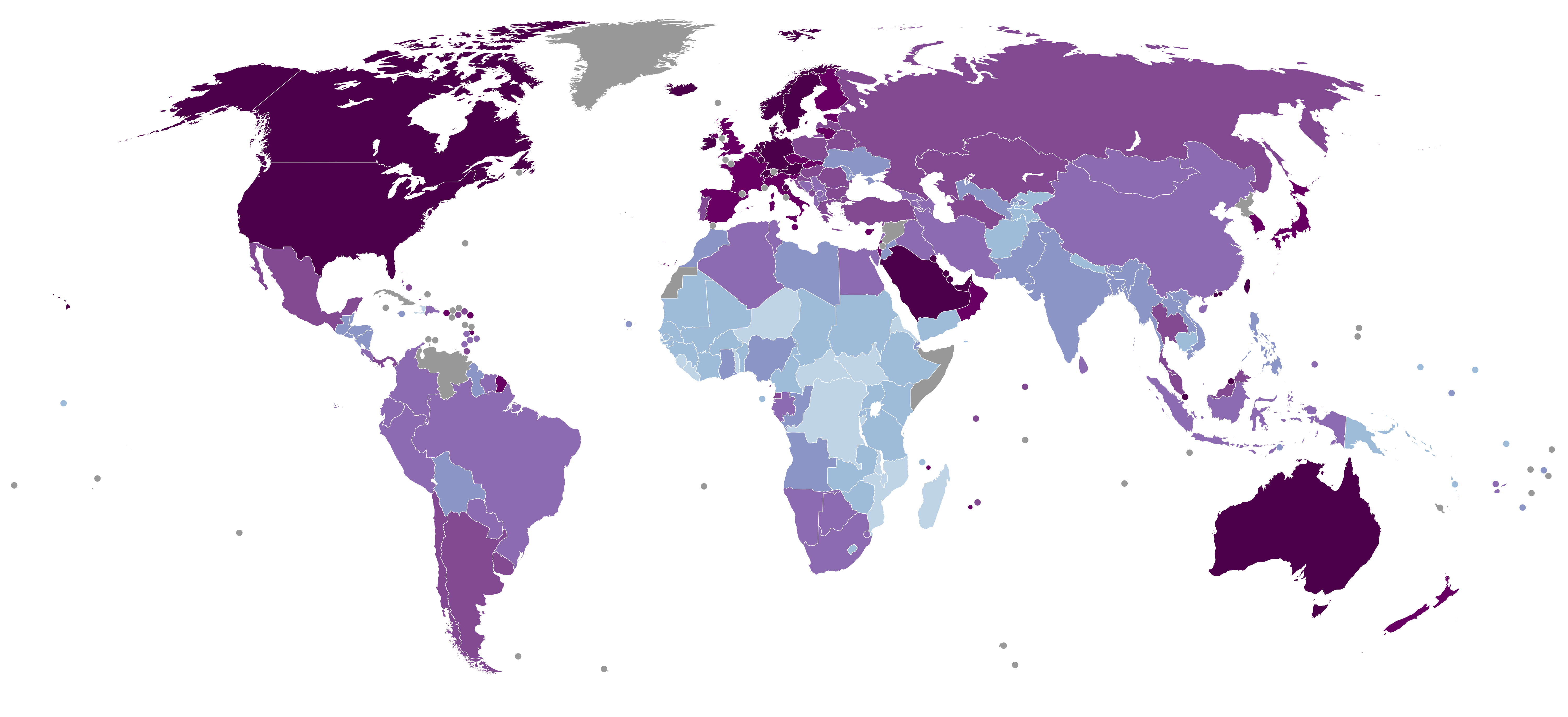

يغطي هذا المقال التاريخ الاقتصادي لأوروبا من نحو عام 1000 إلى الآن. للاطلاع على السياق، انظر تاريخ أوروبا.

## العصور الوسطى

### الزراعة
في مطلع الألفية الأولى، بدأت تظهر تحسينات في التقنيات والتكنولوجيا. انتشرت الأديار في جميع أنحاء أوروبا وأصبحت مراكز مهمة لجمع المعارف المتعلقة بالزراعة والحراجة. سمح نظام المانورالية (الضيعة الإقطاعية)، الذي كان قائمًا تحت أسماء مختلفة في جميع أنحاء أوروبا وآسيا، لملاك الأراضي الكبرى بالسيطرة الكبيرة على أراضيهم والعاملين عليها من الفلاحين أو القن. كانت هناك تبادلات مع مناطق بعيدة توسطت عبر الوطن العربي. قدم العرب نظام الري الصيفي لأوروبا. استمر تزايد السكان إلى جانب استخدام الأراضي.
بحلول عام 900 في أوروبا، سمحت التطورات في صهر الحديد بزيادة الإنتاج، مما أدى إلى تطورات في إنتاج الأدوات الزراعية مثل المحاريث، والأدوات اليدوية والحدوات (أحذية الخيل). تحسن المحراث بشكل كبير، إذ تطور إلى محراث قلاب قادر على قلب التربة الرطبة الثقيلة وتفتيتها في شمال أوروبا. أدى ذلك إلى إزالة الغابات في تلك المنطقة وزيادة كبيرة في الإنتاج الزراعي، ما أدى بدوره إلى زيادة السكان. حوّل المزارعون في أوروبا الدورة الزراعية (تناوب المحاصيل) من نظام الحقل الثنائي إلى نظام الحقل الثلاثي، إذ يُترك أحد الحقول الثلاثة بورًا (فارغًا) كل عام. أدى ذلك إلى زيادة الإنتاجية والتغذية، إذ أدى التغير في عمليات التناوب إلى زرع محاصيل مختلفة، بما في ذلك البقوليات مثل البازلاء والعدس والفاصولياء. تغيرت أساليب الزراعة بفضل اختراعات مثل أطقم أو عدة الخيل المُحسنة، ومربط خيول الجر.
طُورت الطواحين المائية في البداية من قبل الرومان، لكنها تحسنت على مدى العصور الوسطى، إلى جانب الطواحين الهوائية، وزُودت بالطاقة اللازمة لطحن الحبوب وتحويلها للدقيق، وقطع الخشب ومعالجة الكتان والصوف، وري الحقول.
شملت المحاصيل الحقلية القمح والشيلم المزروع والشعير والشوفان، التي استُخدمت في الخبز والعلف الحيواني. أصبحت البازلاء والفاصولياء والبيقية شائعة منذ القرن الثالث عشر فصاعدًا كغذاء وكعلف للحيوانات، وكانت لها أيضًا خصائص أسمدة تثبيت النيتروجين. بلغت إنتاجية المحاصيل ذروتها في القرن الثالث عشر، وظلت ثابتة إلى حدٍ ما حتى القرن الثامن عشر. مع أن محدودية الزراعة في العصور الوسطى كانت تشكل سقفًا للنمو السكاني كما كان يُعتقد، لكن أظهرت الدراسات الأخيرة أن تكنولوجيا الزراعة في العصور الوسطى كانت دائمًا كافية لاحتياجات السكان تحت الظروف الطبيعية، وأنه لم يكن ممكنًا تلبية احتياجاتهم إلا في الأوقات العصيبة للغاية، مثل سوء الطقس في الفترة ما بين عامي 1315 و1317 (المجاعة الكبرى 1315 -1317).

### المجاعات والأوبئة
كانت هناك موجات من المجاعات واسعة الانتشار، وكذلك من الأوبئة الفتاكة. تسببت عوامل إنهاك التربة، والانفجار السكاني، والحروب، والأمراض، وتغير المناخ في مئات المجاعات في أوروبا في القرون الوسطى. في عام 1300 تقريبًا، توقفت قرون من الازدهار والنمو الأوروبي. كانت المجاعات مثل المجاعة الكبرى 1315–1317 سببًا في إضعاف السكان ببطء. مات قلة من الجوع، لأن الأضعف من السكان مات متأثرًا بمرض عادي، إذ كان لينجو منه لولا ذلك. قتل الطاعون، مثل الموت الأسود، ضحاياه في إحدى المناطق في غضون أيام أو حتى ساعات، ما قلل عدد السكان في بعض المناطق إلى النصف مع فرار العديد من الناجين. جاء في تقرير كيشلانسكي:
مس الموت الأسود كل نواحي الحياة، معجلًا بعملية التحول الاجتماعي والاقتصادي والثقافي الجارية الآن.... هُجرت الحقول، وتوقفت أماكن العمل عن العمل، وأوقِفت التجارة الدولية. انكسرت روابط تقليدية للقرابة والقرية بل وحتى الدين، وأهوال الموت، والفرار، والتوقعات الفاشلة. كتب أحد الناجين «لم يعد الأشخاص يهتمون بالبشر الأموات قدر اهتمامهم بالأغنام الميتة».
أدى الافتقار السكاني إلى ندرة العمالة، فحصل الناجون على أجر أفضل، وكان بوسع الفلاحين التخلي عن بعض أعباء الإقطاع. حدثت أيضًا اضطرابات اجتماعية، إذ شهدت فرنسا وإنجلترا تفاقم الثورات من قبل الفلاحين؛ الجاكية، وثورة الفلاحين. سميت هذه الأحداث بأزمة أواخر العصور الوسطى.

### التكنولوجيا
حدث تقدم تكنولوجي كبير في مجال الملاحة عن بعد، من القرن الثامن إلى القرن الثاني عشر. أدت غارات الفايكنغ والحملات الصليبية في الشرق الأوسط إلى نشر التكنولوجيا وتحسينها للسفر عبر البحار. أجرى الأشخاص تحسينات في السفن، ولا سيما السفينة الطويلة؛ سفن الفايكنغ. ساعد الأسطرلاب، للملاحة، كثيرًا في السفر لمسافات طويلة عبر البحار. أدت التحسينات في السفر بدورها إلى زيادة التجارة وانتشار السلع الاستهلاكية.

### الحِرف والنمو العمراني
من القرن الحادي عشر إلى القرن الثالث عشر، اجتمع المزارعون وصغار منتجي الحرف اليدوية بشكل متزايد في المدن لتجارة سلعهم. تجمعوا إما في معارض تجارية موسمية أو تاجروا على أساس دائم. عززت الجمعيات الحرفية التي تدعى نقابات الحرفيين تنمية المهارات والنمو المحلي للتجارة في سلع معينة. على مدى قرون من هذه الفترة نمت البلدات من حيث الحجم والعدد، أولًا في قلب إنجلترا، والفلاندرز (في بلجيكا)، وفرنسا، وألمانيا، وشمال إيطاليا.
كان النظام الاقتصادي في هذا العصر هو الرأسمالية التجارية. كان جوهر هذا النظام في البيوت التجارية، بدعم من الممولين الذين يعملون كوسطاء بين المنتجين البسطاء للسلع الأساسية. استمر هذا النظام إلى أن حلت محله الرأسمالية الصناعية في القرن الثامن عشر.
بدأ النشاط الاقتصادي على نطاق جغرافي واسع بالتضاعف في شمال أوروبا وجنوبها في القرن الثالث عشر.
ازدهرت التجارة في إيطاليا (وإن لم تكن موحدة، بل كانت محكومة من قبل أمراء مختلفين في مختلف الدول المدن)، وخاصة بحلول القرن الثالث عشر. كان التجار الذين يتولون قيادة التجارة في منطقة البحر المتوسط في أوروبا من مدينتي جنوة والبندقية. كانت الثروة المتولدة في إيطاليا سببًا في تغذية النهضة الإيطالية.

### الرابطة الهانزية

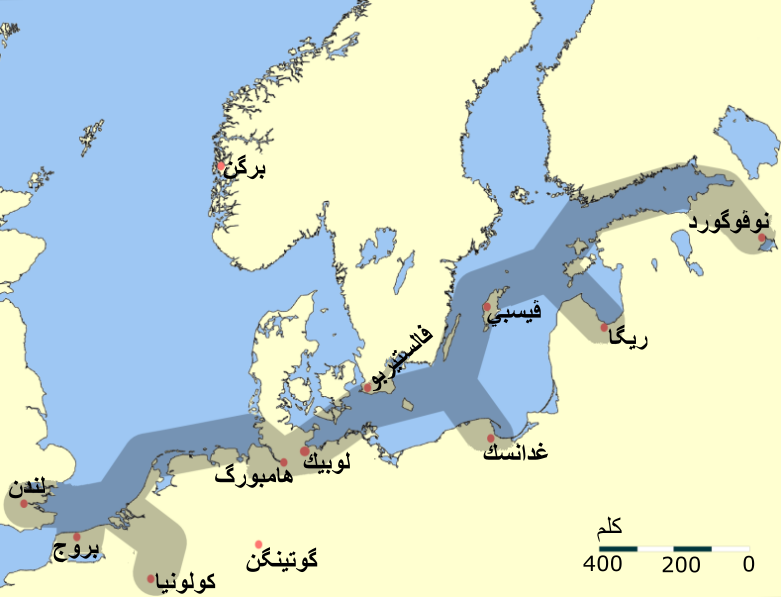
طرق التجارة الرئيسية ضمن الرابطة الهانزية

في المدن المرتبطة ببحر الشمال وبحر البلطيق، نشأ احتكار تجاري في الرابطة الهانزية. يسّر ذلك نمو التجارة فيما بين المدن القريبة من هذين البحرين. اشتدت التجارة عن بعد في منطقة البلطيق، مع التقاء المدن التجارية الكبرى في الرابطة الهانزية، تحت قيادة لوبيك.
كانت الرابطة تحالفًا تجاريًا بين المدن التجارية ونقابات الحرفيين خاصتها التي سيطرت على التجارة على طول ساحل أوروبا الشمالية وازدهرت من عام 1200 إلى عام 1500، واستمرت بعد ذلك بأهمية أقل. كانت المدن الرئيسية هي كولونيا على نهر الراين، وهامبورغ وبريمن على بحر الشمال، ولوبيك على بحر البلطيق.
كان لكل مدينة من المدن الهانزية نظامها القانوني الخاص ودرجة من الاستقلال السياسي. كانت الرابطة الهانزية تحالفًا بين مدن شمال ألمانيا والبلطيق أثناء العصور الوسطى. تأسست الرابطة الهانزية بهدف توحيد القوى لتعزيز المصالح التجارية والقوة الدفاعية والنفوذ السياسي. بحلول القرن الرابع عشر، احتكرت الرابطة الهانزية تقريبًا التجارة في البلطيق، وخاصة مع نوفغورود وإسكندنافيا.

### فرنسا
فُصل الاقتصاد الفرنسي عن أوروبا نتيجة انهيار الإمبراطورية الرومانية. تراجعت الحياة والتجارة في البلدة، وأصبح المجتمع قائمًا على أساس الاكتفاء الذاتي. كانت بعض التجارة الدولية القائمة على السلع الكمالية مثل الحرير، والبردية، والفضة، يتولاها التجار الأجانب مثل الرذنية.
بدأ الناتج الزراعي في الازدياد في عصر الكارولنجيين؛ نتيجة لوصول محاصيل جديدة، وتحسن الإنتاج الزراعي، والظروف الجوية الجيدة. غير أن ذلك لم يؤد إلى إحياء الحياة الحضرية، بل انخفض النشاط الحضري أكثر في عهد الكارولنجيين نتيجة للحرب الأهلية وغارات العرب وغزوات الفايكنغ. شهدت العصور الوسطى العليا استمرارًا في الطفرة الزراعية في عصر الكارولنجيين. بالإضافة إلى ذلك، نمت الحياة الحضرية خلال هذه الفترة، وتوسعت باريس بشكل كبير.
أنتجت العقود الثلاثة عشر التي امتدت من عام 1335 إلى عام 1450 سلسلة من الكوارث الاقتصادية، مع المحاصيل السيئة، والمجاعات، والأوبئة، والحروب، التي اجتاحت أربعة أجيال من الفرنسيين. توسع السكان، مما زاد من تقلب امدادات الأغذية. رددت عدة أوبئة أصغر صدى الموت الأسود لعام 1347 على مدى 15 عامًا. سار الجيشان الفرنسي والإنجليزي أثناء حرب المائة عام ذهابًا وإيابًا عبر الأرض؛ لم يقتلوا المدنيين، لكنهم استنزفوا الإمدادات الغذائية، وعرقلوا الزراعة والتجارة، وتركوا المرض والمجاعة في أعقابهم. ضعفت السلطة الملكية، مع تحول النبلاء المحليين إلى رجال أقوياء يحاربون جيرانهم للسيطرة على المنطقة المحلية. انخفض عدد سكان فرنسا من 17 مليون إلى 12 مليون نسمة خلال 130 عامًا. أخيرًا، بدأت دورة الإنعاش الطويلة ابتداءً من خمسينيات القرن الخامس عشر.